# П'єта Готспурс
ФК «П'єта Готспурс» (мальт. Pietà Hotspurs Football Club) — мальтійський футбольний клуб з міста П'єта, заснований у 1968 році. Виступає у Першій лізі. У сезоні чемпіонату Мальти 2014—2015 років виступав у Прем'єр-лізі. Домашні матчі приймає на Національному стадіоні в Та-Калі, потужністю 17 797 глядачів.